# Oecetis geniculata
Oecetis geniculata là một loài Trichoptera trong họ Leptoceridae. Chúng phân bố ở miền Australasia.